# Sky-Train de Düsseldorf

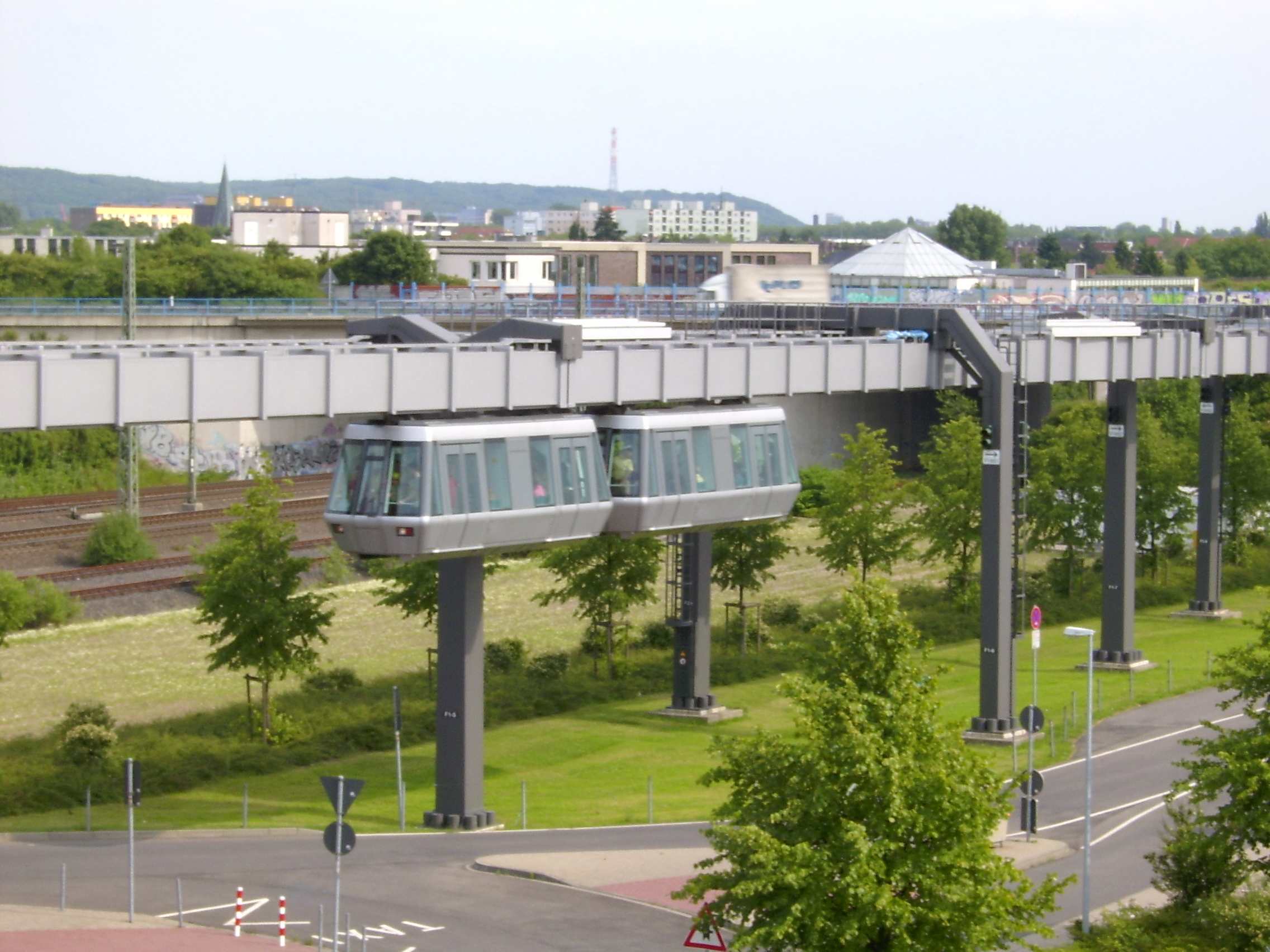
Skytrain

L'Sky-Train de Düsseldorf  és un monorail suspès de tipus H-Bahn, que uneix l'Aeroport Internacional de Düsseldorf amb l'Estació de l'Aeroport de Düsseldorf. Va entrar en servei l'1 de juliol de 2002.
Les obres de construcció van començar el novembre de 1996. El traçat es va obrir en dos trams, primer fins a una estació intermèdia en les terminals A/B i posteriorment fins a una altra estació a la terminal C.
L'Sky-Train funciona entre les 3:45 de la matinada i les 0:45. El recorregut total és de 2,5 quilòmetres, trajecte que realitza a deu metres d'altura, en cinc minuts, a una velocitat màxima de 50 km/h. Compta amb cinc trens en funcionament, cosa que el dota d'una capacitat de 2000 persones per hora, incloent-hi els equipatges.